# Floorball-Bundesliga 2010/11 (Frauen)
Die Floorball-Bundesliga 2010/11 ist die 17. Spielzeit um die deutsche Floorball-Meisterschaft auf dem Großfeld der Damen. Ihr offizieller Sponsorenname ist 1. MaXxPrint Floorball Bundesliga Saison 2010/2011. Das Team des UHC Weißenfels gewann den Titel durch ein 2:1 in der Finalserie über die MFBC Wikinger Grimma, die die Hauptrunde noch als Tabellenerste abgeschlossen hatten.

## Teilnehmer
Teilnehmer:
- SSV Heidenau
- MFBC Wikinger Grimma
- MFBC Löwen Ladies Leipzig
- UHC Sparkasse Weißenfels

## Abschlusstabelle der Hauptrunde
| Pl. | Verein                    | Sp. | S  | U | N  | SDS | SDN | Tore  | Diff. | Pkt. |
| --- | ------------------------- | --- | -- | - | -- | --- | --- | ----- | ----- | ---- |
| 01. | MFBC Wikinger Grimma      | 9   | 06 | 0 | 01 | 02  | 0   | 59:22 | +037  | 22   |
| 02. | UHC Sparkasse Weißenfels  | 9   | 06 | 0 | 02 | 0   | 01  | 60:27 | +033  | 19   |
| 03. | SSV Heidenau              | 9   | 03 | 0 | 05 | 0   | 01  | 34:52 | −018  | 10   |
| 04. | MFBC Löwen Ladies Leipzig | 9   | 01 | 0 | 08 | 0   | 0   | 30:82 | −052  | 03   |

| Legende                     |
| --------------------------- |
| Teilnahme am Finale         |
| Teilnahme am Kleinen Finale |
| (M) Titelverteidiger        |
| (N) Aufsteiger              |

## Play-offs
In den Play-offs sind zum Weiterkommen beziehungsweise zum Gesamtsieg immer zwei Siege nötig (Best of Three-Modus).

### Kleines Finale
Das kleine Finale bestritten der SSV Heidenau und die MFBC Löwen Ladies Leipzig als Dritter bzw. Vierter der Abschlusstabelle der regulären Saison. Gespielt wurde im best-of-three-Modus.
- 1. Spiel: 6:2 für MFBC Löwen Ladies Leipzig
- 2. Spiel: 5:3 für SSV Heidenau
- 3. Spiel: 8:7 für MFBC Löwen Ladies Leipzig – 17. April 2011, 17.30 Uhr im Pestalozzi-Gymnasium Heidenau

Somit die MFBC Löwen Ladies Leipzig Bronzemedaillengewinner der deutschen Floorballmeisterschaft 2010/11 auf dem Großfeld.

### Finale
Die ersten beiden Mannschaften der regulären Saison, MFBC Wikinger Grimma und UHC Sparkasse Weißenfels, bestritten das Finale, das im best-of-three-Modus ausgetragen wurde.
- 1. Spiel: UHC Weißenfels – MFBC Wikinger Grimma  4:3 (1:1, 2:1, 1:1)
- 2. Spiel: MFBC Wikinger Grimma – UHC Weißenfels  3:0 (1:0, 2:0, 0:0)
- 3. Spiel: MFBC Wikinger Grimma – UHC Weißenfels  3:5 (0:2, 1:1, 2:2) – 16. April 2011, 14.00 Uhr in der Muldentalhalle in Grimma

Somit UHC Weißenfels deutscher Floorballmeister auf dem Großfeld nach einem 2:1-Sieg in der Finalserie über die MFBC Wikinger Grimma.

## Scorerwertung
Scorerwertung der Hauptrunde:
1. Anne-Marie Mietz (MFBC Wikinger Grimma) – 9 Spiele / 26 Punkte (20 Tore + 6 Vorlagen)
2. Pauline Baumgarten (UHC Weißenfels) – 9 Spiele / 22 Punkte (20 Tore + 2 Vorlagen)
3. Magdalena Tauchlitz (UHC Weißenfels) – 9 Spiele / 16 Punkte (5 Tore + 11 Vorlagen)
4. Fanny Gatzke (MFBC Wikinger Grimma) – 9 Spiele / 15 Punkte (5 Tore + 10 Vorlagen)
5. Sonja Dietel (MFBC Wikinger Grimma) – 9 Spiele / 12 Punkte (11 Tore + 1 Vorlagen)
6. Franziska Kuhlmann (SSV Heidenau) – 8 Spiele / 11 Punkte (6 Tore + 5 Vorlagen)